# گذرنامه عراقی
گذرنامه عراقی مدرکی است که به شهروندان عراقی اجازه می‌دهد تنها به ۲۶ کشور جهان سفر کنند و برای سفر به دیگر کشورها نیاز به اخذ ویزای آن کشور است. محتویات این گذرنامه به سه زبان عربی، کردی و انگلیسی درج شده‌است.
صدور گذرنامه برای شهروندان عراقی از عراق برای مسافرت‌های بین‌المللی است. از فوریه ۲۰۱۰، سری جدیدی از گذرنامه‌ها در حال صدور است. گذرنامه عراق به سه زبان انگلیسی، عربی و کردی نوشته شده‌است.